# Associatieve algebra
In de wiskunde is een associatieve algebra een vectorruimte (of meer algemeen, een moduul), die ook de bewerking vermenigvuldiging van vectoren in een distributieve en associatieve manier toestaat. 

## Definitie
Een associatieve algebra A over een lichaam (Nederlands) of veld (België) K is gedefinieerd als een vectorruimte over K samen met een K-bilineaire vermenigvuldiging A x A → A. De afbeelding van (x,y) wordt geschreven als xy. De associatieve wet moet gelden:
- (x y) z = x (y z) voor alle x, y en z in A.

De bilineariteit van de vermenigvuldiging kan worden uitgedrukt als 
- (x + y) z = x z + y z    voor alle x, y, z in A,
- x (y + z) = x y + x z    voor alle x, y, z in A,
- a (x y) = (a x) y = x (a y)    voor alle x, y in A en a in K.

Als A een neutraal element bevat, dat wil zeggen een element 1 zodat 1x = x1 = x voor alle x in A, dan noemen we A een unitaire associatieve algebra.
Zo'n algebra is een ring en bevat alle elementen a van het lichaam of veld K door identificatie met a1.
De dimensie van de associatieve algebra A over het veld K is zijn Hamel dimensie als een K-vectorruimte.